# Sierra León
Sierra León es una banda de rock electrónico progresivo originaria de Tepic, Nayarit. Formada en 2009, toman gran popularidad por sus participación en conciertos nacionales con artistas como Molotov, Calle 13, Maldita Vecindad y Kinky y presentaciones internacionales en California, Texas, Chicago y el Meet in Beijing Arts Festival en China.

## Integrantes
- Manuel Castellón (Voz y primera guitarra)
- Seiji Hino Rodríguez (teclado y synths)
- Juan Zavala (segunda guitarra)
- Kenji Hino Rodríguez (batería y percusiones)
- Mario Bustamante (bajo)

Integrantes anteriores:
- Miguel Ahumada

## Inicios
Sierra León inicia a principios del 2009 como un proyecto musical entre Juan Zavala y Manuel Castellón, los cuales ya eran amigos desde hace tiempo. Para el inicio formal de la banda, deciden invitar a Miguel Ahumada, a Senji Hino y por último a Kenji Hino para completar su alineación inicial.
El nombre Sierra León fue elegido como simple referencia al país de dicho nombre y por la necesidad de un nombre que los representara en sus presentaciones iniciales.
En su primer año como banda, empezaron inmediatamente a participar en pequeños eventos locales y también competencias como la de Indian Summer Fest 2009, del cual fueron ganadores. Además de compartir escenario con bandas como Molotov, Tólidos, Kinky y Ellie Noise.

## Trayectoria
La banda participa en el concurso Rockcampeonato Telcel 2010 con sus dos sencillos de su EP “Control Tonight” y “The Other One”, quedando como semifinalistas.
En 2011 abrieron el festival de música 212RMX en Guadalajara y se presentaron en el Cervantino en Guanajuato.
En 2012 se mudan a Guadalajara y sufren un cambio en su alineación. Miguel Ahumada, el bajista decide dedicarse por completo a su carrera audiovisual y deja la banda. Dejando la alineación actual de Manuel, Seiji, Juan, Kenji y Mario.
En 2013 se mudan a la Ciudad de México y lanzan su segunda producción discográfica pero primer álbum debut: Broken Arquetypos, grabado en Guadalajara, Jalisco y masterizado en Nueva York en Masterdisk por Andy Vandette.
En mayo del 2014 lanzan su proyecto musical El Otro Lado, que dividen en dos: Lado A y Lado B. La idea detrás de un proyecto dividido es la experimentación con música salsa y sonidos acústicos en el Lado A, mientras que el Lado B se enfoca más a la música electrónica, nu jazz y hard-rock.
En 2015 son invitados a participar en el festival de artes "Meet in Beijing Arts Festival" en China, evento cultural llevado a cabo en los primeros días de mayo y el cual tiene como propósito reunir talento internacional. Sierra León asistió a dicho festival junto con Elis Paprika, representando a México y se presentaron en lugares como el Temple Bar y el School Bar en Beijing.
En 2016 participaron en el festival Marvin, el Friendstival 2k16 y en conjunto con Apolo y Disidente, forman parte de la gira “Garra Tour” dando conciertos por toda la república.
En 2017 participan en el evento SXSW 2017 en Austin, Texas y el RuidoFest en Chicago, EE. UU. a la par de Mon Laferte, Intocable, Julieta Venegas, entre otros. También lanzan el primer sencillo "Lacerado" en el mes de mayo, producido por los integrantes del grupo bajo el sello discográfico de SL Studio, con un trabajo de mezcla realizado por Marco Moreno y la masterización de Andy Vandette.

## Discografía
| Álbum                                                         | Fecha de estreno | Lista de canciones | Sello discográfico | Información adicional |
| ------------------------------------------------------------- | ---------------- | --- | ------------------ | --- |
| Sierra León EP                                                | 2010             | 1. Control Tonight 2. The Other One | Independiente      | - |
| Broken Arquetypos                                             | Febrero de 2013  | 1. Intro 2. Cripsis 3. Control Tonight 4. I Got You 5. Red Vulture 6. Foxxxy Sax 7. Valium 8. Zanto 9. The Wolf 10. Anthem Misfire 11. The Other One 12. Interlude 13. Grime and Logos 14. El Fin de los Tiempos 15. Outro | SL Studio          | Producción: Carlos Moreno Hermosillo "Calin" y Sierra León. Grabado en Ulular Studio (Gdl, Jal). Masterizado en Masterdisk NY por Andy Vandette. Presentado en el Salón Púrpura. Colaboraciones: - Vocalista invitado - Dos músicos en trompeta y saxofón - Ensamble de cuerdas dirigido por Juan ‘Tucán’ Franco. |
| El Otro Lado: - El Otro Lado (Lado A) - El Otro Lado (Lado B) | Mayo de 2014     | El Otro Lado (Lado A) 1. A. Grime and Logos 2. A. El Fin de los Tiempos 3. A. Cripsis 4. A. El Lobo El Otro Lado (Lado B) 1. I Got You 2. Zanto 3. Foxxxy Saxxx 4. Cripsis *Kashyykk [Bonus Track]                         | SL Studio          | Grabación: SL Studio Mezcla: Seiji Hino (SL Studio) Masterización en Master Head Lab por Luis F. Herrera Producción: SL Studio y Sierra León Colaboraciones: - Fando @Austin Tv (guitarra en "El Lobo") - Arturo de la Torre @San Juan Project (Trompeta en "El Fin de los Tiempos", "El Lobo") - Pumcayó (Guitarra y voces en "El Lobo") - Iván Evid Llamas (Saxofón en "Grime & Logos", "El Fin de los Tiempos") - Pablo Detarso (voz en "El Lobo") |
| No Somos los Mismos                                           | Octubre de 2015  | 1. Laberinto de espejos 2. Vértigo 3. Pisadas de fuego 4. Grietas 5. Pantanos 6. Nunca más 7. Medusas 8. No somos los mismos 9. 4 paredes 10. Todo o nada                                                                  | SL Studio          | Producción: Carlos Moreno Hermosillo y Sierra León. Coproducción: Jaime Diaz Suárez. Grabado en Testa Estudio ( León, Gto) y Ulular Studio (Gdl, Jal). Masterizado en Masterhead Lab por Luis Felipe Herrera (NY). El bonus track "Medusas" fue inspirado en la película de "Río escondido" del Indio Fernández |

## Videos Oficiales
| Título                 | Álbum                                 | Fecha de lanzamiento | Información adicional |
| ---------------------- | ------------------------------------- | -------------------- | --- |
| "I Got You"            | Broken Arquetypos (Segundo sencillo)  | 2013                 | Dirección: Gabriel Avendaño. Producción: The Art Lab. Grabado en Guadalajara y Ajijic, Jalisco. El video fue presentado el 25 de julio en la Perla Tapatía. |
| "No Somos los Mismos"  | No Somos los Mismos (Primer sencillo) | 2015                 | Material exclusivo del tour en China (Meet in Beijing Arts Festival, Temple Bar y School Bar en Beijing 30/04/15 al 09/05/15) Videos por: Carlos "Cayetano" Rodríguez Rodríguez, Iván Llamas, Raul "Cojo" Ortiz y Sierra León. Edición: Kenji Hino Rodríguez.                                                  |
| “Laberinto de Espejos” | No Somos los Mismos                   | 2016                 | Tercer sencillo del álbum. Dirección: Alberto Celis. Producción: Teller Media. Grabado en: - Testa Estudio, en León, Guanajuato - Estudio Ulular con Carlos Moreno en Guadalajara, Jalisco. Locaciones importantes del video: - Castillo de Santa Cecilia - Teatro Juárez - Museo de las Momias de Guanajuato. |
| “Lacerado”             | -                                     | 2017                 | Dirección: Inti Pérez. Producción: Kevin Osuna & Crew Nayarita. |